# Чон-Каракол
Чон-Каракол (кирг. Чоң-Каракол) — село в Алайском районе Ошской области Кыргызстана. Входит в состав Уч-Дебенского айылного аймака.

## География
Село расположено в южной части области, в высокогорной зоне, на левом берегу реки Катта-Каракол на расстоянии приблизительно 48 километров (по прямой) к юго-юго-западу от села Гульча, административного центра района. Абсолютная высота — 2615 метров над уровнем моря.

## Население
Согласно оценочным данным Национального статистического комитета Кыргызской Республики, численность населения села на начало 2023 года составляла 1827 человек.
| год     | 2009 | 2014 | 2015 | 2020 | 2021 | 2023 |
| ------- | ---- | ---- | ---- | ---- | ---- | ---- |
| человек | 1256 | 1521 | 1531 | 1803 | 1812 | 1827 |